# Adriatic (Schiff, 1907)
Die RMS Adriatic (II) war ein 1907 in Dienst gestellter Transatlantikdampfer der britischen Reederei White Star Line. Es war das zuletzt fertiggestellte und größte in einem Quartett von Schwesterschiffen, die als „The Big Four“ („die großen Vier“) bekannt wurden. 1934 wurde die Adriatic außer Dienst gestellt und im darauf folgenden Jahr in Japan abgewrackt.

## Hintergrund
Thomas Ismay, der Gründer und langjährige Direktor der White Star Line, wollte für die 1899 in Dienst gestellte Oceanic noch ein Schwesterschiff bauen, das den Namen Olympic erhalten sollte. Nach Ismays plötzlichem Tod am 23. November 1899 wurden diese Pläne jedoch verworfen und White Star, die nun von seinem Sohn Bruce Ismay geführt wurde, bestellte stattdessen bei Harland & Wolff vier neue Schiffe, bei denen Luxus und Komfort eher im Vordergrund standen als, wie bei den meisten Konkurrenten, die Geschwindigkeit.
Diese vier Schiffe waren die Celtic (1901), die Cedric (1902), die Baltic (1903) und zuletzt die Adriatic (1907). An Größe, Geschwindigkeit und Ausstattung wurden die vier Liner erst von der Mauretania und der Lusitania der Cunard Line übertroffen.

## Das Schiff
Die Adriatic wurde auf der Werft Harland & Wolff im nordirischen Belfast gebaut und lief am 20. September 1906 vom Stapel. Sie war das zweite Schiff der Reederei, das diesen Namen erhielt. Die 222,7 Meter lange und 22,8 Meter breite Adriatic war das zuletzt fertiggestellte des Quartetts von Schwesterschiffen über 20.000 BRT, die die White Star Line in den ersten Jahren des 20. Jahrhunderts in Dienst stellte und die als „The Big Four“ bekannt wurden.
Mit 24.541 BRT war die Adriatic das größte Schiff der Big Four, jedoch das einzige von ihnen, das bei seiner Indienststellung nicht das größte Schiff der Welt war. Sie war das bis dahin größte Schiff in der White Star-Flotte. Sie war mit 17.000 Wellen-PS zudem schneller als ihre drei Vorgänger. Weltweit war sie der erste Ozeandampfer, auf dem den Passagieren ein Schwimmbad und ein Türkisches Bad zur Verfügung standen. Wegen der hohen Passagier- und Frachtkapazität war die Adriatic wie auch ihre Schwesterschiffe trotz der relativ geringen Geschwindigkeit ein sehr profitables Schiff und bei der Kundschaft sehr beliebt. Sie galt als einer der populärsten Dampfer auf der Nordatlantikroute.

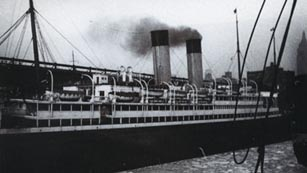
Die Adriatic in New York (undatierte Aufnahme)

Das Schiff wurde mit zwei Vierfachexpansions-Dampfmaschinen angetrieben, die eine Reisegeschwindigkeit von 17 Knoten ermöglichten. Es hatte zwei Propeller, zwei Schornsteine und vier Masten. Das Schiff konnte insgesamt 2825 Passagiere aufnehmen, davon 425 in der Ersten, 500 in der Zweiten und 1900 in der Dritten Klasse.
Am 8. Mai 1907 lief die  Adriatic unter dem Kommando von Kapitän Edward John Smith in Liverpool zu ihrer Jungfernfahrt nach New York aus. Edward Smith kommandierte die Adriatic bis zum Februar 1911. Anschließend wechselte er auf die neue Olympic und wurde 1912 Kapitän auf der Jungfernfahrt der Titanic, bei deren Untergang er ums Leben kam.
Nach der Jungfernfahrt wurde sie auf die Route Southampton–New York gesetzt, zu der sie erstmals am 5. Juni 1907 auslief. Sie war das erste White Star-Schiff, das einen wöchentlichen Service von Southampton nach New York anbot und das erste, das das neu errichtete White Star Dock in Southampton (1922 in Ocean Dock umbenannt) nutzte. Auf dieser Route folgten ihr die Teutonic, die Majestic und die Oceanic.
Die Adriatic blieb auf der Route Southampton–New York, bis sie im Juni 1911 durch die Olympic ersetzt wurde. Anschließend lief sie wieder von Liverpool zu ihren Atlantiküberquerungen aus. 1912 kehrte Millvina Dean, die zuletzt verstorbene Überlebende des Untergangs der Titanic, an Bord der Adriatic als Säugling mit ihrer Familie nach Großbritannien zurück.

## Im und nach dem Ersten Weltkrieg
Während des Ersten Weltkriegs blieb das Schiff weiterhin im Passagierverkehr, wurde jedoch gleichzeitig als Truppentransporter genutzt. Sie überstand den Krieg ohne Zwischenfall und kehrte danach wieder uneingeschränkt in den Dienst der White Star Line zurück. 1928 wurde das Klassensystem auf der Adriatic abgeschafft, die nun ein Einklassenschiff war. Ab 1933 wurde sie nicht mehr als Transatlantikdampfer, sondern als Kreuzfahrtschiff genutzt.
Nach der Fusion von White Star und Cunard 1934 wurde die Adriatic Teil der Cunard-White Star Ltd. Am 19. Dezember 1934 lief sie letztmals in Liverpool aus und wurde nach Vollendung dieser Fahrt zum Abbruch nach Japan verkauft und im März 1935 in Onomichi abgewrackt. Sie war das letzte Schiff der Big Four, das außer Dienst gestellt wurde.